# Bertrand Bouvier
Bertrand Bouvier, griechisch Μπερτράν Μπουβιέ (* 6. November 1929 in Zürich; † 3. Januar 2025), war ein Schweizer Neogräzist und Hochschullehrer.

## Leben
Bouvier war Sohn des protestantischen Pastors André Bouvier und Enkel des Professors für französische Literatur an der Universität Genf Bernard Bouvier, des Herausgebers von Henri-Frédéric Amiel, der von 1906 bis 1908 zugleich Rektor der Universität war. Der Schriftsteller Nicolas Bouvier, dessen Gedichtsammlung Le Dehors et le dedans er ins Neugriechische übersetzte, war sein Cousin.
Bouvier studierte Klassische Philologie und moderne Sprachen an der Universität Genf und erlangte 1952 das Lizenziat. Von 1956 bis 1975 lehrte er Altgriechisch am Collège de Genève, dem heutigen Collège Calvin, von 1956 bis 1972 zugleich Neugriechisch an der École de Traduction et d’Interprétation de Genève, von 1957 bis 1976 war er Lehrbeauftragter für Neugriechisch und von 1957 bis 1960 zugleich Assistent für Altgriechisch und Lateinisch an der Faculté des Lettres der Universität Genf. Dort wurde er 1974 mit einer Dissertation über das Mirologion promoviert und zwei Jahre später zum ausserordentlichen Professor für Neogräzistik, 1979 dann zum ordentlichen Professor ernannt. 1995 wurde er emeritiert.
Bouvier war ein Schüler von Samuel Baud-Bovy, mit dem er die Genfer Schule der Neogräzistik begründete.

## Auszeichnungen
Bouvier wurde 1988 zum Kommandeur des griechischen Phönix-Ordens, 1998 zum korrespondierenden Mitglied der Akademie von Athen, 2008 zum Doctor honoris causa der Universität Zypern, 2016 zum Doctor honoris causa der Universität Thessaloniki ernannt.

## Forschungsschwerpunkte
Abgesehen vom Mirologion, einem von Frauen gedichteten und gesungenen Totenlied in der Tradition der griechisch-orthodoxen Kirche, arbeitete Bouvier auf dem Gebiet der neugriechischen Literatur zum Volkslied, zu zeitgenössischen Dichtern aus Thessaloniki, zum Dichter Andreas Kalvos und zur zypriotischen Dichtung. Einen Band mit Photographien des Berges Athos von Fred Boissonnas hat er mit eigenen Texten versehen veröffentlicht. Zuletzt hat er zusammen mit Anastasia Danae Lazaridis ein französischsprachiges Manuskript der Bibliothek von Genf herausgegeben, in dem sich der griechische Gelehrte Iakovakis Rhizos Nerulos, der sich zeitweilig in Genf aufhielt, kritisch mit der Charte Turque ou Organisation religieuse, civile et militaire de l’Empire Ottoman des Italieners Alfio Grassi (1766–1827) auseinandersetzt. Verschiedene Studien hat er der Genfer Gräzistik und Neogräzistik gewidmet (Iakovakis Rhizos Nerulos, 1778–1849; Élie Ami Bétant, 1803–1871; Samuel Baud-Bovy, 1906–1986). Zudem hat er ein Gedichtbändchen des griechischen Schriftstellers Thanasis Valtinos ins Französische übersetzt.
Nach seiner Emeritierung wandte er sich in Zusammenarbeit mit Frédéric Amsler und François Bovon der apokryphen Literatur der christlichen Überlieferung zu, insbesondere den Philippusakten, der Paulus-Apokalypse und den Petrusakten, und wirkte an einer kritischen Edition der Logienquelle Q mit.

## Schriften (Auswahl)
Neugriechische Literatur
- Δημοτικά τραγούδια από χειρόγραφο της Μονής των Ιβήρων. Εκδόσεις του Γαλλικού Ινστιτούτου Αθηνών, Athen 1960. — („Volkslieder aus einer Handschrift des Klosters Iviron“)
- mit Yannis Constantinidis: Poètes contemporains de Salonique. Jeune Poésie, Genf 1962.
- Kalvos in Geneva. In: Edmund Keeley, Peter Bien (Hrsg.), Modern Greek Writers. Princeton University Press, Princeton 1972, 67–91.
- Le mirologue de la Vierge. Chansons et poèmes grecs sur la passion du Christ. Schwabe, Basel 1976 (Biblioteca Helvetica Romana, Bd. XVI), ISBN 3-7965-1574-6. – („Das Mirologion der Jungfrau: Griechische Lieder und Gedichte über das Leiden Christi“)
- (mit Danaé Lazaridis): Improvisateurs chypriotes : une journée avec les poètes populaires des Kokkinochoria. In: Contribution de Chypre à la civilisation néo-hellénique. Actes du VIIIe Congrès international des néo-hellénistes des Universités francophones. Montpellier, 1984, 22–34.
- mit Fred Boissonnas: Το Άγιον Όρος εν έτει 1930 / Le Mont Athos en 1930. Athènes, 1994.
- Franco-graeco-italica. Appunti sulle canzoni profane del codice cipriota di Torino (B.N.J.II.9). In: Testi letterari italiani tradotti in greco (dal '500 ad oggi). Rubbettino, Messina, 1994.
- La vie musicale à la cour des Lusignans à la fin du XIVe et au début du XVe. Le manuscrit de Turin J.II.9. In: Matteo Campagnolo, Marielle Martiniani-Reber (Hrsg.), Chypre d’Aphrodite à Mélusine. Éclairages archéologiques et historiques. Genève, Ed. de la pomme d’or 2007, 139–146.
- Ο Κύπριος λαϊκός ποιητής και ο Μολιέρος. In: Actes du 4ème Congrès international d’Etudes chypriotes, section moderne, Nicosie 2012, 451–457. – („Der zyprische Volksdichter und Moliere“)
- (Hrsg., mit Anastasia Danae Lazaridis): Jacovaky Rizo Néroulos, Analyse raisonnée de l’ouvrage intitulé ‚Charte turque‘ – Ιακωβάκη Ρίζου Νερουλού Κριτική ανάλυση του συγγράμματος που επιγράφεται ‚Τουρκική Χάρτα‘. Εισαγωγή, έκδοση, μετάφραση, ευρετήρια: Bertrand Bouvier, Αναστασία Δανάη Λαζαρίδου. Morphōtiko Idryma Ethnikēs Trapezēs, Athen 2013, Inhaltsverzeichnis; Buchanzeige mit Kurzbiographien von Bouvier und Lazaridis. – (Editio princeps eines unveröffentlichten Genfer Manuskriptes und Übersetzung ins Neugriechische)

Geschichte der Genfer Neogräzistik
- Un philosophe romain, un savant moine de Byzance, un helléniste genevois : Bétant, éditeur de Planude, traducteur de Boèce. Genève, 1975.
- Genève, foyer de philhellénisme et d'études grecques modernes. In: Grèce 2, 1977.
- A la mémoire de Samuel Baud Bovy (1906–1986). Samuel Baud-Bovy et la chanson populaire grecque. In: Bulletin Annuel du Musée d’Ethnographie de la Ville de Genève, 1987, no 28, 111–113.
- L’audience genevoise du cours de littérature grecque moderne de Jacovacky Rizo Néroulos, en 1826. In: Roger Durand (Hrsg.), C’est la faute à Voltaire. C’est la faute à Rousseau. Genève, Droz, 1997, 537–543.

Altgriechische und altchristliche Literatur
- De la Paix d’Aristophane à la Résurrection de Patmos. In: Mélanges offerts à André Hurst. Textes réunis par A. Kolde, A. Lukinovich et A.-L. Rey. Genève, Droz 2005, 333–337.
- Sur la paraphrase de l’Iliade contenue dans le Genavensis graecus 44. In: Olivier Reverdin (Hrsg.), Homère chez Calvin. Genève, Droz 2000, p. 305–317.
- mit Claude Wehrli: Fragment hymnographique d’un papyrus de Genève. Bruxelles, 1975.

Apokryphe christliche Literatur
- mit Frédéric Amsler, François Bovon (Hrsg.): Actes de l’apôtre Philippe. Introduction, traduction et notes. Brepols, Turnhout 1996 (Apocryphes 8).
- mit Frédéric Amsler, François Bovon (Hrsg.): Actes de Philippe. In: François Bovon, Pierre Geoltrain (Hrsg.), Écrits apocryphes chrétiens, I. Paris, Gallimard 1997 (La Pléiade 442), 1179–1320.
- mit Frédéric Amsler, François Bovon (Hrsg.): Acta Philippi, Textus. Édition critique. Bruxelles, Brepols, 1999 (Corpus Christianorum: Series Apocryphorum, vol. 11).
- mit James MacConkey Robinson, Frédéric Amsler (Hrsg.): The critical edition of Q: synopsis including the Gospels of Matthew and Luke, Mark and Thomas with English, German, and French translations of Q and Thomas. Louvain, Peeters, 2000.
- mit François Bovon: Étienne le premier martyr : Du livre canonique au récit apocryphe. In: Cilliers Breytenbach et al. (Hrsg.), Die Apostelgeschichte und die hellenistische Geschichtsschreibung. Festschrift Eckhard Plümacher. Leiden, Brill 2004 (Ancient Judaism & Early Christianity, 57), 309–331.
- mit François Bovon: Prière et Apocalypse de Paul. Un fragment grec inédit conservé au Sinaï. Introduction, texte, traduction et notes. In: Apocrypha 15, 2004, 9–30.
- mit François Bovon: Un fragment grec inédit des Actes de Pierre? In: Apocrypha 17, 2006, 9–54.
- mit François Bovon: La Révélation d’Étienne ou l’Invention des reliques d’Étienne, le saint premier martyr (Sinaiticus Graecus 493). In: Albert Frey et Rémi Gounelle (Hrsg.), Poussières de christianisme et de judaïsme antiques (Mélanges Jean-Daniel Kaestli et Éric Junod). Lausanne, Ed. du Zèbre 2007, 79–105.

Übersetzungen
- Νικολά Μπουβιέ: Το έξω και το μέσα. Mετάφραση: Μπερτράν Μπουβιέ. Στιγμή, Athen 2008 (Französisches Original: Nicolas Bouvier, Le Dehors et le dedans. Éditions Zoé, Carouge 1998)
- Thanassis Valtinos: Bleu nuit presque noir. Athènes-Paris, Editions Kauffmann-Hatier 1992 (Griechisches Original: Θανάσης Βαλτινός, Μπλε βαθύ σχεδόν μαύρο. Στιγμή, Athen 1985)